# Uvariodendron giganteum
Uvariodendron giganteum är en kirimojaväxtart som först beskrevs av Adolf Engler, och fick sitt nu gällande namn av Robert Elias Fries. Uvariodendron giganteum ingår i släktet Uvariodendron och familjen kirimojaväxter. IUCN kategoriserar arten globalt som sårbar. Inga underarter finns listade i Catalogue of Life.